# 445 f.Kr.

## Händelser

### Efter plats

#### Grekland
- Perikles, som oroar sig över de stora förlusterna av atenskt manskap efter de många åren av krig, söker fred med församlingens stöd. Den atenske diplomaten Kallias beger sig till Sparta och efter mycket förhandlande får han fram ett fredsfördrag med Sparta och dess peloponnesiska allierade, vilket förlänger den femåriga vapenvila, som har ingåtts sex år tidigare, med ytterligare 30 år. Enligt detta fördrag skall Megara återlämnas till det peloponnesiska förbundet medan Troizen och Achaia skall bli självständiga, Egina skall erlägga tribut till Aten men vara autonomt, och tvister skall slitas genom medling. Båda parter går med på att respektera den andras allians.
- Poseidontemplet färdigställs söder om Aten vid Kap Sunion.

#### Persiska riket
- Nahum, Artaxerxes I:s munskänk vid Susa, får av Artaxerxes tillåtelse att återvända till Jerusalem som guvernör över Judeen, för att återuppbygga delar av staden (Nahum 2:5-8).

#### Romerska republiken
- En ny lag, Lex Canuleia avskaffar förbudet mot giftermål mellan olika romerska klasser (till exempel patricier och plebejer).

## Födda
- Aristofanes, grekisk komediförfattare från Aten (död 385 f.Kr.)